# Wiktor Pawlowitsch Pawlow
Wiktor Pawlowitsch Pawlow, auch: Victor Pavlov, (russisch Виктор Павлович Павлов, wiss. Transliteration Viktor Pavlovič Pavlov; * 6. Oktober 1940 in Moskau; † 24. August 2006 ebenda) war ein russischer Schauspieler.

## Leben
Pawlow arbeitete nach der Schulzeit zunächst als Metallarbeiter; parallel besuchte er Fortbildungsveranstaltungen um am Moskauer Polytechnikum studieren zu können. Nebenbei interessierte er sich für Schauspielerei und schaffte die Aufnahmeprüfung an der Stschepkina Theater Schule. Nach seinem dortigen Abschluss 1963 erhielt er ein erstes Engagement am Zeitgenössischen Theater Moskau, später auch in weiteren Theatern in Moskau.
Bereits als Student erhielt er seine erste Filmrolle in Kogda Derewja Byli Bolschimi unter Regisseur Lew Kulidschanow. Seine erste große Filmrolle war 1965 im Film Operation „Y“ und andere Abenteuer Schuriks unter der Regie von Leonid Gaidai. Bekannt wurde er mit dem Wiktor-Tregubowitsch-Film Na Voyne, Kak Na Voyne, einem Kriegsfilm aus dem Jahre 1968 und dem Agententhriller Adyutant Ego Prevoskhoditelstva von Jewgeni Taschkow 1969.
1997 feierte er Erfolge mit der Komödie Sirota kasanskaja von Wladimir Maschkow.
Pawlow spielte in über 120 Filmproduktionen mit den wichtigsten russischen Regisseuren mit.

## Filmografie
- 1963: Helden der Tscheka
- 1965: Operation „Y“ und andere Abenteuer Schuriks
- 1971: Dauria (Daurija)
- 1979: Die schwarze Katze
- 1994: Anekdotiada, Ili Istoriya Odessy V Anekdotakh
- 1994: Master i Margarita
- 1994: Kolechko Zolotoe, Buket Iz Alykh Roz
- 1994: Passions
- 1995: Vorovka
- 1995: Domovik I Kruzhevnitsa
- 1995: Rokovye Yaytsa
- 1995: Krestonosets
- 1996: Nauchnaya Sektsiya Pilotov
- 2002: Brigada